# Albert Sjöström
Christen Albert Ernhard Sjöström, född 12 augusti 1883 i Nyköping, död 27 februari 1963 i Norrköping, var en svensk målare, tecknare, skulptör och grafiker.
Han var son till maskingenjören Ernhard Sjöström och Carolina Fredrika Sjöström och gift 1912–1925 med läraren Anna Augusta Lovisa Morsing och 1934–1939 med Hildur Margareta Katarina Fredriksson. Sjöström tillbringade sina barndomsår i Gårda utanför Göteborg men i mitten på 1890-talet flyttade familjen in till staden. Han var anställd vid H. Trübenbachs gravyranstalt 1900–1903 och fick när han slutade ett diplom som utbildad gravör. Han studerade konst för Reinhold Callmander vid Slöjdföreningens skola 1903–1904. Han flyttade till Stockholm 1905 där hans konstnärliga verksamhet tog sin början med kortare studier vid Althins målarskola innan han studerade vid Konstakademien 1906–1912. Det blev många studieår vid akademien på grund av hans meditativa kynne som inte tolererade någon brådska. Efter akademistudierna vistades han i Frankrike och Italien 1913–1914. Han bosatte sig i Norrköping på 1920-talet där hans målade motiv från Kolmården och slättlandskapet. Han slog igenom för en bredare publik som konstnär med en separatutställning på Färg och Form 1943 där hans lovordades och fick mycket fin kritik förutom utställningen på Färg och Form ställde han ut separat i Linköping 1945 och ett flertal gånger i Norrköping. Han medverkade i Sveriges allmänna konstförenings Stockholmssalonger några gånger och i ett stort antal av Östgöta konstförening]s salonger i Norrköping och Linköping sedan mitten av 1950-talet. I sitt sommartorp i Motala utförde han en serie väggdekorationer som efter lösgöring och uppfordring på väv numera ingår i Norrköpings konstmuseums samling. Hans konst består av mjuka nakenstudier, porträtt, stilleben, karikatyrer, stadsbilder, landskapsskildringar med höststämningar och motsolsbilder utförda i gouache eller i form av teckningar samt polykroma pappersgubbar. Han ägnade sig i mindre omfattning med grafik och var 1956 representerad i en grafikmapp tillsammans med åtta andra Norrköpingskonstnärer. Sjöström är representerad vid Moderna museet, Östergötlands museum, Norrköpings konstmuseum och Gustav VI Adolfs samling.
Sjöström bildade tillsammans med Carl Delden, Harry Carlsson, Gustaf Adolf Fahle, och Birger Strååt en grupp som var  djupt engagerade i undersökningen av Norrköping med omnejd ur ett brett konstnärligt perspektiv.